# Ciro Redondo (Cuba)
Ciro Redondo es un municipio de Cuba localizado en la Provincia de Ciego de Ávila.

## Características generales

### Geografía
El actual municipio Ciro Redondo, se encuentra ubicado en el centro de la geografía avileña, en los 22º,01º de latitud norte y los 78º,42º de longitud oeste. Con una extensión superficial de 567,08 km², ocupa el séptimo lugar, representa el 8,20% del área total de la provincia. El área rural es de 562,77 km², y la urbana de 4,31 km², al norte limita con los municipios Chambas y Morón, al este con Morón, Primero de Enero y Baraguá, al sur con Baraguá y Ciego de Ávila y al oeste con Majagua y Florencia. Su población era de 30.567 habitantes, con una densidad poblacional de 51,2 habitantes por km².
Las tierras que ocupa el actual municipio, durante los siglos XVI, XVII y XVIII abarcaba los territorios de los realengos San Francisco Javier, mercedado en 1749, el Corral Naranjo, áreas del realengo Nuestra Señora de Loreto, más conocido como Charco Hondo y parte del hato Sabanalamar. A inicios del siglo XIX, parte de estos territorios se identificaban con el nombre de Hacienda Piedras, el 12 de octubre de 1849, comenzó su deslinde en fincas, entre ellas, ³La Oportuna´, en la que radica el centro poblacional fundamental: Piedras. En 1855 parte de las tierras se integraron a la jurisdicción de San Juan de los Remedios3 y en este mismo año inició el deslinde del Corral Naranjo. A partir de la constitución del ayuntamiento de Morón el 21 de agosto de 1870, gran parte de las tierras del actual municipio Ciro Redondo, formaron parte del barrio Sandoval4, territorios que a partir del 9 de junio de 1878 por Real Decreto, relativo a la división de Cuba en seis provincias, pasaron a la administración de Puerto Príncipe. Durante los primeros años del siglo XX, Piedras lo conformaba un pequeño caserío, que continuaba perteneciendo al barrio Sandoval, sus habitantes comenzaron a llamarlo Pina,relacionándolo con el paradero del tren, que se encontraba en la hacienda de Severo Pina Marín, este a inicios del siglo XX, cedió una porción de terreno para el fomento del poblado.
El 28 de septiembre de 1914 es sustituido el nombre de Barrio Sandoval por el de Simón Reyes Hernández, perteneciente al término municipal de Morón, hasta 1965 que se constituyó el municipio Ciro Redondo5 y en 1976 con la nueva división político-administrativa, tomó la configuración actual y pasa directamente bajo el control administrativo de la naciente provincia Ciego de Ávila. La Asamblea Municipal del Poder Popular, cuenta con seis Consejos Populares y cuatro circunscripciones independientes, como estructura de gobierno en la base y un Consejo de la Administración Municipal (CAM), que administra el territorio.

### Relieve
El relieve predominante es de una extensa llanura,de origen marino, con ligeras ondulaciones hacia el noroeste, que llega hasta los límites con el municipio Florencia, donde nace la principal corriente de agua superficial, el río Charco Hondo, que al entrar en el municipio por el oeste se le une un afluente y a partir de este punto toma el nombre de río Naranjo, torciendo su curso hacia el norte para desembocar en las zonas pantanosas de la costa norte. Las reservas de aguas subterráneas son abundantes, el territorio está ubicado sobre la cuenca Ciego- Florida, que comprende dos pequeñas porciones al sur y la cuenca Morón, que abarca la mayor parte del municipio. 
Los suelos de este municipio son los ferralíticos rojos con 26 133.6 ha (siendo los más extensos) profundos se dedican a caña de azúcar, seguidos por los rersialíticos pardos rojizos y las rendzinas rojas con 7 264.4 ha y 6 080.1 ha respectivamente, dedicados a especies forestales. De ahí que es un municipio principalmente productor de la azúcar de caña y frutos menores, así como segmentes de terrenos con pastos naturales, tierras ociosas y áreas de reserva forestal, en las que abundan valiosos árboles.
Las reservas de aguas subterráneas son abundantes, el territorio está ubicado sobre la cuenca Ciego- Florida, que comprende dos pequeñas porciones al sur y la cuenca Morón, que abarca la mayor parte del municipio.

### Clima
El clima es tropical, con veranos relativamente húmedos. La temperatura media anual oscila entre los 24° y 26 °C., hacia el noroeste hay 2o C. de diferencia por debajo de la media anual. Las precipitaciones oscilan entre los 1200 y 1400 mm³, al norte aumentan hasta los 1600 mm³, los vientos predominantes son los del noreste y este con velocidades entre los 12,3 y 13,7 km. / h.

### Fauna
Que enriquecen la flora del territorio, entre ellos la palma real y frutales: como el mamey colorado, la guanábana, el anón, el caimito, la guayaba y el mango. Debido a las condiciones climatológicas y a la acción depredadora del hombre, la fauna ha disminuido en los últimos años, pero aún se encuentran diferentes especies de aves como el tocororo, el cernícalo, la lechuza, la tiñosa,el sinsonte, el zorzal, el totí, la codorniz, el carpintero, la paloma rabiche, la tojosa, el gorrión, la garza, la torcaza y el judío, entre otras, también se observa la existencia de jutías en la zona boscosa, al  oeste del municipio.

### Sistema educacional
El sistema educacional está compuesto por 22 escuelas primarias, una de enseñanza especial, dos ESBU, una facultad obrero campesina, un Instituto preuniversitario, un instituto politécnico industrial y tres sedes universitarias. Los servicios médicos se prestan en una policlínica con diversas especialidades y 36 consultorios del médico de la familia, con 103 médicos, 149 enfermeros y más de 400 técnicos de diferentes especialidades, la mortalidad infantil promedio durante los últimos 5 años es de 2,3 por cada mil nacidos vivos. La cultura y el deporte se desarrollan en diferentes instituciones destinadas para ello, así como en la red de centros educacionales, lo que contribuye al desarrollo social del municipio.

## Etapa prehispánica
Las características totalmente llanas de las tierras, solamente con pequeñas elevaciones al noroeste del actual territorio del municipio, con abundante vegetación de bosque tropical y fauna silvestre, conforman un ecosistema, que descubren grupos aborígenes y se establecen en las cercanías del río Naranjo, terrenos con suficiente fertilidad, que unido a la proximidad de lugares con abundante agua, - actualmente Pozo Brujo y Hoyo Guayabo -, resultaba un medio idóneo para la vida del hombre primitivo.
Atendiendo al nivel de desarrollo socioeconómico alcanzado, pertenecían a los grupos: Recolectores - Cazadores - Pescadores y Agricultores - Ceramistas. Los aborígenes pertenecientes a la cultura Taína, procedían del tronco Aruaco, establecido en la cuenca del Orinoco, en Venezuela y llegaron a territorio cubano unos trescientos años antes de la conquista y colonización.

### Recolectores - Cazadores - Pescadores: sitio "El Laurel"
Este sitio se encuentra ubicado en las cercanías del río Charco Hondo, al oeste del municipio, en las proximidades de los límites con el municipio Florencia, en terrenos caracterizados por un entorno físico-geográfico adecuado, debido a la presencia de pequeñas alturas, que revisten importancia tanto desde el punto de vista geográfico, como del arqueológico, por la vinculación directa que tuvo el aborigen del grupo Cazadores - Recolectores con tal tipo de relieve. Un ejemplo de ello se encuentra en el factor suelo, de singular importancia en la vida del aborigen, perteneciente a este grupo, en lo relacionado con la recolección de especies vegetales.
La caza constituyó junto a la pesca, la actividad económica fundamental que ejecutaron los aborígenes asentados en este sitio; dirigida fundamentalmente a las jutías y al majá de Santamaría, por la existencia de grandes poblaciones y diversidad de especies, que eran abundantes en los bosques de la región. Según los antropólogos René Herrera Fritot y Manuel Rivero de la Calle, los aborígenes de este grupo « [«] eran hombres rudos y de estatura mediana, con cara ancha y pómulos salientes: típico del indio americano ».

### Agricultores - Ceramistas: sitios Guanito, Romanillo I y II y Naranjo
Los sitios Guanito y Romanillo I y II se encuentran situados al aire libre, al noroeste del poblado cabecera municipal, en una llanura ligeramente diseccionada en algunas porciones hacia el oeste, entre los 30 y los 50 metros sobre el nivel del mar, con presencia de suelos de grey tropical, que se extiende desde las proximidades del río Naranjo hasta las cercanías de Pina.10 Realizaban las actividades de pesca, alimento esencial para la subsistencia, a la vez que utilizaban el agua para sus diversas actividades, cazaban y recolectaban frutas, en los frondosos bosques, provistos de rica fauna, con variadas especies, lo que constituyó una amplia fuente de alimentación de acuerdo a su desarrollo. El aborigen realizaba sus cultos sagrados al aire libre, para establecer la relación entre la economía y el arte vinculado al proceso religioso. El sitio Naranjo se encuentra en las riberas del río del mismo nombre, al oeste de la cabecera municipal en terrenos fértiles, idóneos para la agricultura, con pequeñas ondulaciones, con grandes bosques, fauna variada y suficiente agua, lo que posibilitó la vida del hombre primitivo en este lugar.
Estos grupos aborígenes herederos de una larga tradición alfarera, tenían como actividades fundamentales la agricultura y la confección de objetos de cerámica, aunque no abandonaron por completo la recolección, la caza y la pesca, actividades que les seguían ofreciendo alimentos como los vegetales y la carne. Esas particularidades se hicieron patentes en las dos formas fundamentales de empleo de los cacharros de barro: la utilitaria y la ceremonial y ha servido a la vez como indicador para reconocer los diferentes cambios culturales operados dentro del seno de esta sociedad. En sus conucos11 sembraban bija, ají, boniato, maíz y yuca, de la cual elaboraban el casabe, que constituía un alimento básico para su dieta. Utilizaban diversos utensilios, los que fabricaban a partir de piedra y madera, empleaban el fuego como fuente de luz y calor, en la cocción de los alimentos y de sus piezas elaboradas con barro, « [«] la cerámica colectada en los yacimientos de esta área de concentración, sobre todo la de Guanito, se caracteriza por la gran elaboración en las asas y adornos».
La forma de organización social de los Agricultores - Ceramistas es típicamente gentilicia, con las peculiaridades propias de esta en sus etapas finales,eran hombres fuertes y de baja estatura, que se realizaban una deformación fronto-occipital.Teniendo en cuenta las fuerzas productivas de los grupos agricultores que habitaban estos sitios y la densidad demográfica, se considera haber tenido limitado número de pobladores, por el tamaño de las vasijas elaboradas y la poca elevación de los montículos, denominados "sistema de rosa". En sus residuarios se han recogido gran cantidad de fragmentos de burenes y de cazuelas, hachas petaloides, gubias, percutores o martillos de piedras, cuchillos, raspadores de sílex y otras piezas, que se conservan en el Museo municipal, formando parte de sus fondos.

## Etapa colonial: 1492 - 1898

### Proceso de mercedación de tierras: el realengo San Francisco Javier y la Hacienda Piedras
Con la conquista y colonización se fundaron las primeras villas, entre ellas Sancti-Spíritus en 1514, a cuya jurisdicción quedó subordinada la mayor parte del actual territorio del municipio. Los Cabildos en cada villa realizaban repartos de tierras: los hatos, de forma circular, con un radio de dos leguas, dedicados a la cría de ganado vacuno o caballar; los corrales, con un radio de una legua, para la cría de cerdos y ganado menor, y los sitios de labor, más pequeños, para el cultivo de frutos menores. Las no distribuidas se llamaban tierras realengas, porque eran propiedad del Rey.
Este proceso de mercedación dejó sus huellas en la localidad, cuando a finales del siglo XVI surgió el Corral Naranjo, donde se desarrollaron las primeras actividades económicas en el territorio, se fomentó por su cercanía al camino real que comunicaba a las villas de Sancti-Spíritus y Remedios con el Hato de Morón.
Con el surgimiento del Hato Sabanalamar del Norte - actual Peonía - mercedado en 1542 a Juan de Cepeda, se formó parte de la porción norte del actual municipio, el resto del territorio limitaba con los Hatos de Morón, la Ciénaga, Ciego de Ávila y los Corrales Lázaro López y Naranjo; la otra parte del territorio se mantenía ocupada por tierras realengas.
Las tierras del actual municipio se encontraban por esos tiempos en los límites de las jurisdicciones de Sancti-Spíritus y Puerto Príncipe, con fronteras algo imprecisas; esta situación se mantuvo durante muchos años, pues aún en 1746, cuando se declararon varias tierras realengas, se mantenían las imprecisiones de límites señaladas. En documento de aquel procedimiento legal se corrobora lo anterior « [«] El teniente gobernador de Puerto Príncipe ordenó que se hiciese constar en el expediente los límites jurisdiccionales entre Sancti-Spíritus y Puerto Príncipe y nombró un comisionado que concurriese a la operación de mesura y deslinde».
En daocumento sobre el trámite legal de mercedación de estas tierras, se corrobora que en el año 1749 el capitán de milicias de ganaderos de la Habana, Don Luis Fernández Pacheco, remató y adquirió en título de propiedad al realengo San Francisco Javier, - que abarcaba lo que es el centro del actual municipio -, luego que el capitán del mismo cuerpo, Don Felipe de Sotolongo, le cedió el derecho que como denunciante de estas tierras realengas ejercía en 1746. Este realengo se tasó en 2080,00 pesos de la época, con una extensión aproximada de 20 leguas. 
En 1751 se abrió un expediente en que los señores Don José Echemendia, Don Franco Albar y Don Pablo de Valdivia, vecinos de la villa de Sancti- Spíritus, pedían que se declarara sin efecto cuanto se había obrado en el asunto ± o sea el remate del realengo a favor de Pacheco - por considerarse ellos los verdaderos dueños y que se restituyera la merced a su posesión.
Esta diligencia no pasó de ser una tentativa, pues Echemendia, quien la encabezaba, apeló al Tribunal de Cuentas, el que ratificó a Pacheco en 1772 como único propietario. Pero la disputa por el realengo San Francisco Javier no terminó aquí, más de medio siglo después de su otorgamiento aparecieron otras denuncias en 1805 y en 1809. Además en 1810 Don Pablo de Varona promovió un expediente en el que trató de demostrar que desde 1694 el realengo San Francisco Javier tenía dueño.
Todas estas denuncias tenían como base legal los requisitos que desde el siglo XVI había establecido la Corona Española para todo el que recibiese una merced, el cual estaba obligado a poblarla de ganado y hacerla producir, sino lo cumplía se le amenazaba con revocarle dicha merced, de modo que quedara disponible para otro solicitante.
Sin embargo, muchas veces los funcionarios del Cabildo no cumplían ninguna de estas disposiciones y no se revocaba la merced. Además las denuncias aparecidas después de 1754 eran estimuladas por un Bando de Instrucción que circuló en ese año, que indicaba a las personas con realengos, estén poblados o no, y cultivados desde el año 1700, a reclamarlos dentro de un término determinado o serían despojados o lanzados, en caso de no hacerlo.
Las constantes mercedaciones, ventas o herencias que ocurrían dentro de un mismo fondo, llevaba a que lo mercedado inicialmente a un solo poblador se convirtiera en provecho para varios. El realengo San Francisco Javier no quedó fuera de ese proceso, el 25 de junio de 1828, surgió en este la Hacienda Piedras´, que fue objeto de innumerables ventas.
Las haciendas comuneras traían dificultades para sus poseedores, ocasionando más de un litigio por cada zona, reclamando derechos sobre determinada porción de tierras de uso común, sin embargo, desde 1819 existía un Decreto que establecía el deslinde y mesura de las haciendas comuneras, pero a pesar de ello, en el territorio espirituano no se manifestaba mucho interés en darle cumplimiento ya que este tipo de propiedad beneficiaba el desarrollo de la ganadería, renglón que predominaba en toda la región.
La familia Varona aparecía como propietaria de estas tierras durante los siglos XVIII y XIX, coincidentemente con otros dueños, dedicadas al fomento de la ganadería. En 1826 la constituida hacienda ³Los Naranjos´ aparecía también con varios dueños, hasta su deslinde en 1855. Esto demuestra el sistema de pesos de posesión, en los que no se demarcaron exactamente los límites y por lo tanto coexistían varios propietarios, dentro de una misma hacienda.
El 12 de octubre de 1849 se procedió al deslinde de la hacienda ³Piedras´, de la que se derivaron varias fincas, muchas de las cuales mantienen actualmente su antigua denominación, como son los casos Guanito y el Barro, entre otras. En 1866 se publicó el Diccionario geográfico, estadístico, histórico, de la isla de Cuba de Jacobo de la Pezuela, definiendo a Las Piedras como: 
«caserío del Partido de Morón, en terreno llano de la hacienda de su nombre, por cuyo lindero oriental está la línea divisoria de las diócesis y de la jurisdicción de Puerto Príncipe, compuesta de una Iglesia Parroquial de ingreso, elegida bajo la educación de San Fructuoso, con el personal de haberes que le corresponden por su clase; una de mampostería baja, otra de embarrado y guano que es taberna y tienda mixta, y algunas chozas, que lo mismo que los demás edificios se extiende a la derecha delcamino directo de Morón a Ciego de Ávila. Su vecindario fluctúa entre 25 y 30 individuos de toda edad, sexo y condición».
Las condiciones geográficas del territorio, con privilegiadas vías de comunicación entre Ciego de Ávila y Morón, impulsaron la vida socioeconómica, contribuyendo a que el pequeño caserío Piedras progresara, dando lugar al surgimiento del poblado cabecera del actual municipio. 

### La localidad antes del inicio de la Guerra de 1868
Algunos habitantes de la localidad desde los primeros años de la colonia, siguieron la tradición de los aborígenes en cuanto a cultivar el maíz, ñame, yuca y otros. En el corral Naranjo y la hacienda Piedras se cultivaba también caña de azúcar, con fines de autoconsumo, así como café, arroz, plátano y otras viandas, además ajo, cebolla, frijoles y tabaco.